# جسر أبو العلا
جسر أبو العلا هو جسر من الحديد الصلب يقطع نهر النيل ويربط بين حي الزمالك الراقي وحي بولاق أبو العلا الشعبي، بدا العمل في بناءه عام 1908 وافتتح عام 1912 في عهد الخديوي عباس حلمي. أشرف على بناء الجسر شركة الإنشاءات الفرنسية (فيف ليل) والتي أغلقت في الخمسينيات، وكان المهندس المسؤول عن بناءه هو الفرنسي إيفل الذي بنى برج إيفل الفرنسي الشهير، أما تنفيذ الجزء المتحرك من الكوبري فنفذته شركة شيرزر الأمريكية.
كان الجسر عند افتتاحه يفتح من منتصفه كي تتمكن السفن التجارية ذات الصواري العالية من العبور. في عام 1998 فككته شركة المقاولون العرب لبناء جسر الزمالك الجديد وكانت كلفه تفكيكه أربعة ملايين جنيه مصري.